# جبريل بيروني
جبريل بيروني (بالإسبانية: Gabriel Perrone) (1965 ببوينس آيرس في الأرجنتين - ) هو مدرب كرة قدم ولاعب كرة قدم أرجنتيني في مركز الدفاع. لعب مع أتلتيكو أتلانتا وريفر بليت وفيرو كاريل أويستي ونادي سانتانيكوس أسوشيتد.

## وصلات خارجية
- جبريل بيروني على موقع قاعدة بيانات كرة القدم.إي يو (الإنجليزية)